# ダビデ王の手紙を手にしたバテシバの水浴
『ダビデ王の手紙を手にしたバテシバの水浴』（ダビデおうのてがみをてにしたバテシバのすいよく、蘭: Bathseba met de brief van koning David、仏: Bethsabée au bain tenant la lettre de David）は、バロック期のオランダの画家レンブラント・ファン・レインが1654年に描いた絵画。『旧約聖書』「サムエル記」の、イスラエル王ダビデとヒッタイト人ウリヤの妻バテシバとのエピソードを描いた官能的な作品である。「サムエル記」では、水浴中のバテシバを見染めたダビデが強引に関係を持ってバテシバを妊娠させたとなっている。そしてダビデは、人妻を妊娠させたという自身が犯した罪を隠してバテシバと結婚するために、バテシバの夫ウリヤを戦地へと赴かせ、将軍に対してウリヤを敵地に置き去りにして殺させるように命じた。
ダビデが水浴中のバテシバを覗き見るというエピソードは、それまでも多くの画家が作品に描いたモチーフだった。レンブラントはこの作品でバテシバを、大きな筆使いで厚みある色使いで表現することによって、それまでの作品とは異なる、絵画的かつ官能的な作品に仕上げている。
『ダビデ王の手紙を手にしたバテシバの水浴』は、パリのルーヴル美術館が所蔵している。1869年に美術品収集家の医者ルイ・ラ・カズ (en:Louis La Caze) が遺贈した583点の美術作品のなかの一つだった。イギリス人美術史家ケネス・クラークはこの作品を「レンブラントが描いた裸婦画の最高傑作」と高く評価している。バテシバの内面の道徳的葛藤を描き出したとして「西洋絵画の到達点の一つ」ともいわれている。

## 聖書の記述

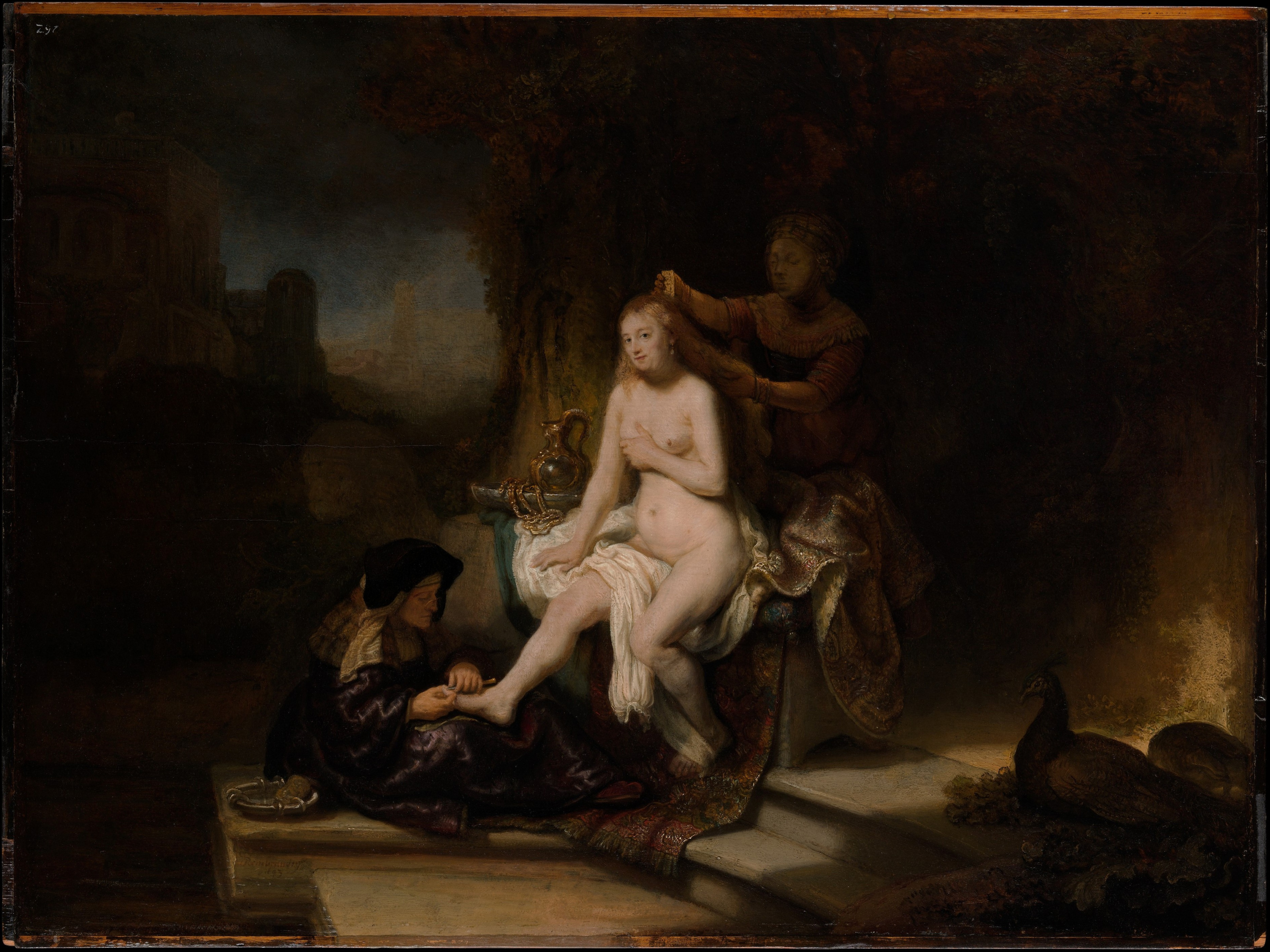
『沐浴するバテシバ』（1643年）
レンブラント
メトロポリタン美術館（ニューヨーク）

「サムエル記」 (11:2-4) に、イスラエル王ダビデが宮殿の屋上から水浴する一人の女性を見染めたという記述がある。後にダビデがその女性について側近に尋ねたところ、軍人エリアムの娘でヒッタイト人ウリヤの妻バテシバであるという応えがかえってきた。ダビデは伝令にバテシバを連れてくるように命じて強引に関係を持ち、その結果バテシバはダビデの子を妊娠してしまう。ダビデはバテシバと結婚するために、夫ウリヤを戦場に置き去りにして、敵にウリヤを殺させた。
『ダビデ王の手紙を手にしたバテシバの水浴』以前の絵画では、屋外で侍女にかしずかれながら沐浴するバテシバを描いた作品がほとんどだった。遠景には塔があり、その屋上にはダビデと思しき小さな人物像と、ときにはダビデの側近の二人の臣下が描かれていた。レンブラントがこのような構成でバテシバを描いた作品として、1643年の『沐浴するバテシバ』がある。しかしながら、『沐浴するバテシバ』より後に描かれた『ダビデ王の手紙を手にしたバテシバの水浴』では、ダビデやダビデの伝令をはじめ「サムエル記」のエピソードを連想させるものはほとんど描かれてはおらず、「サムエル記」自体には直接の記述がないダビデからの手紙と、足を拭いている侍女だけが、この女性がバテシバであることを物語っている。レンブラントはバテシバを暗喩的、象徴的に描いているのである。その結果、『ダビデ王の手紙を手にしたバテシバの水浴』は『沐浴するバテシバ』と違って、より直接的なエロチシズムを帯び、この作品の鑑賞者がバテシバを覗き見たダビデその人であるかのような印象をもたらしている。
『ダビデ王の手紙を手にしたバテシバの水浴』でバテシバは等身大で描かれており、それまでの作品とは違ってバテシバが画面のほとんどを埋め尽くす構成になっている。この作品が依頼主からの注文によるものなのか、レンブラントが私的な理由で描いたのかは伝わっていない。いずれにせよ、レンブラントの弟子ウィレム・ドロステが同じ1654年に描いた『ダビデ王の手紙を持つバテシバ』（ルーヴル美術館所蔵）と、何らかの関係があるといわれている。

## 構成

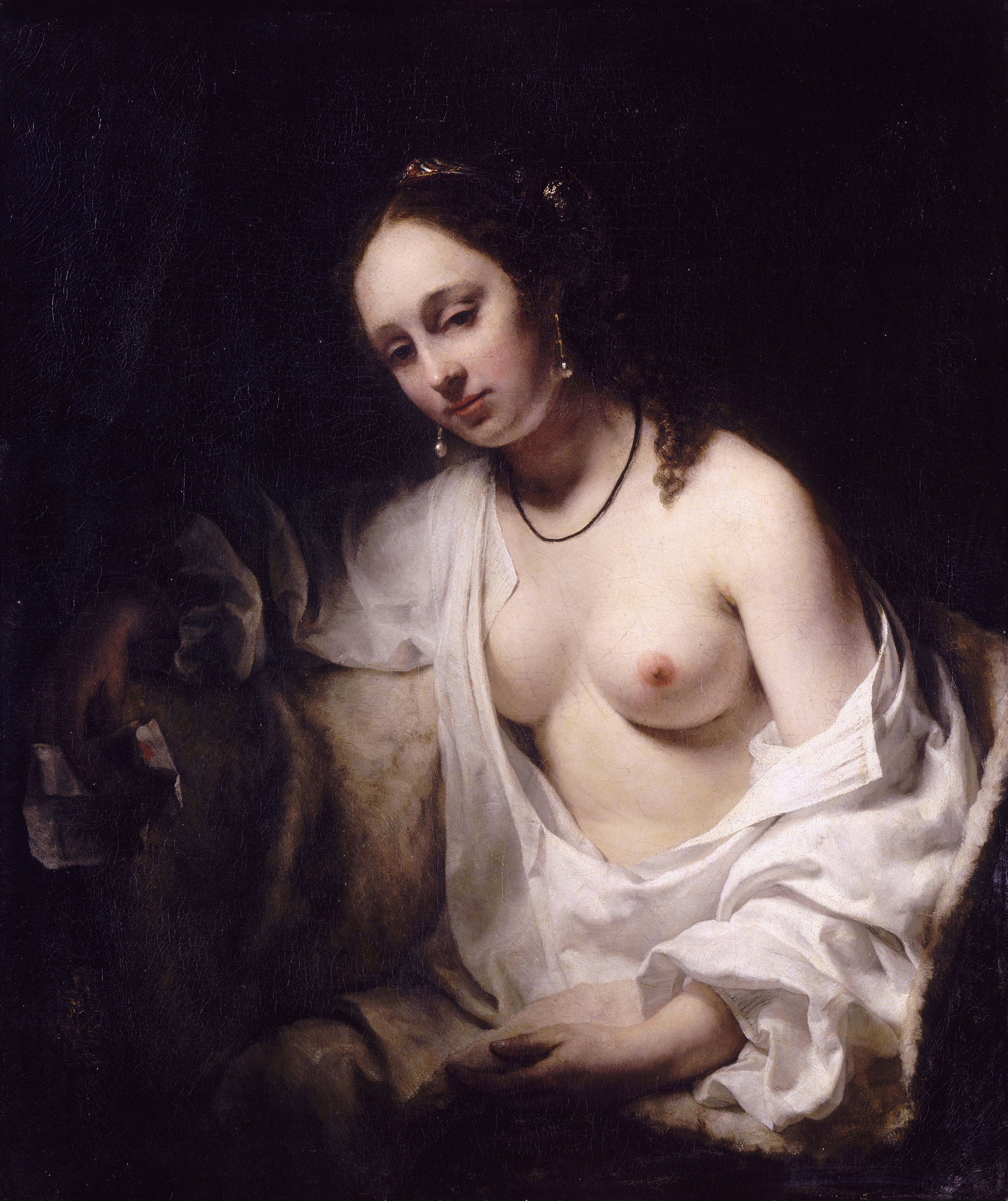
『ダビデ王の手紙を持つバテシバ』（1654年）
ウィレム・ドロステ
ルーヴル美術館

「サムエル記」のバテシバのエピソードを連想させる象徴物はほとんど描かれていないが、この作品がまったく別の主題を描いているとされることはまずない。バテシバは手紙を読むことがほぼ不可能な場面に描かれている。暗い背景は時間が夜であることを示唆し、巨大な柱は大きな建物の内部であることを暗示する。バテシバの背後を横切るようにして、茶色と黄色で彩色された暖かそうな豪奢な布が置かれている。左手が置かれた部分には寄せられた白い肌着が描かれており、このことがバテシバの裸身の肌を際立たせ、作品に豪奢な印象を与えている。バテシバは豊麗かつ繊細に表現され、大胆な筆使いと強い陰影描写が、あたかもバテシバがそこに実在していて触ることができるかのような、鮮やかな立体的表現で描かれている。
『ダビデ王の手紙を手にしたバテシバの水浴』は、レンブラントには馴染み深いものだった2点の古代レリーフをもとに構成されている。また、スイス人芸術家トビアス・シュティンマー (en:Tobias Stimmer) の版画作品も、背景の柱、布、そしてバテシバの伏せられた視線などに影響を与えている可能性がある。『ダビデ王の手紙を手にしたバテシバの水浴』の制作が開始されたのは1647年ごろで、その後何度も手が加えられて最終的に完成したのは1654年である。制作当初は支持体であるキャンバスがやや大きく縦長の作品だったとされ、完成までにおそらく左側が10cm程度、縦が20cm程度切り詰められているといわれている。おそらくレンブラント自身が、主題であるバテシバを強調する目的で切り詰めたと考えられている。

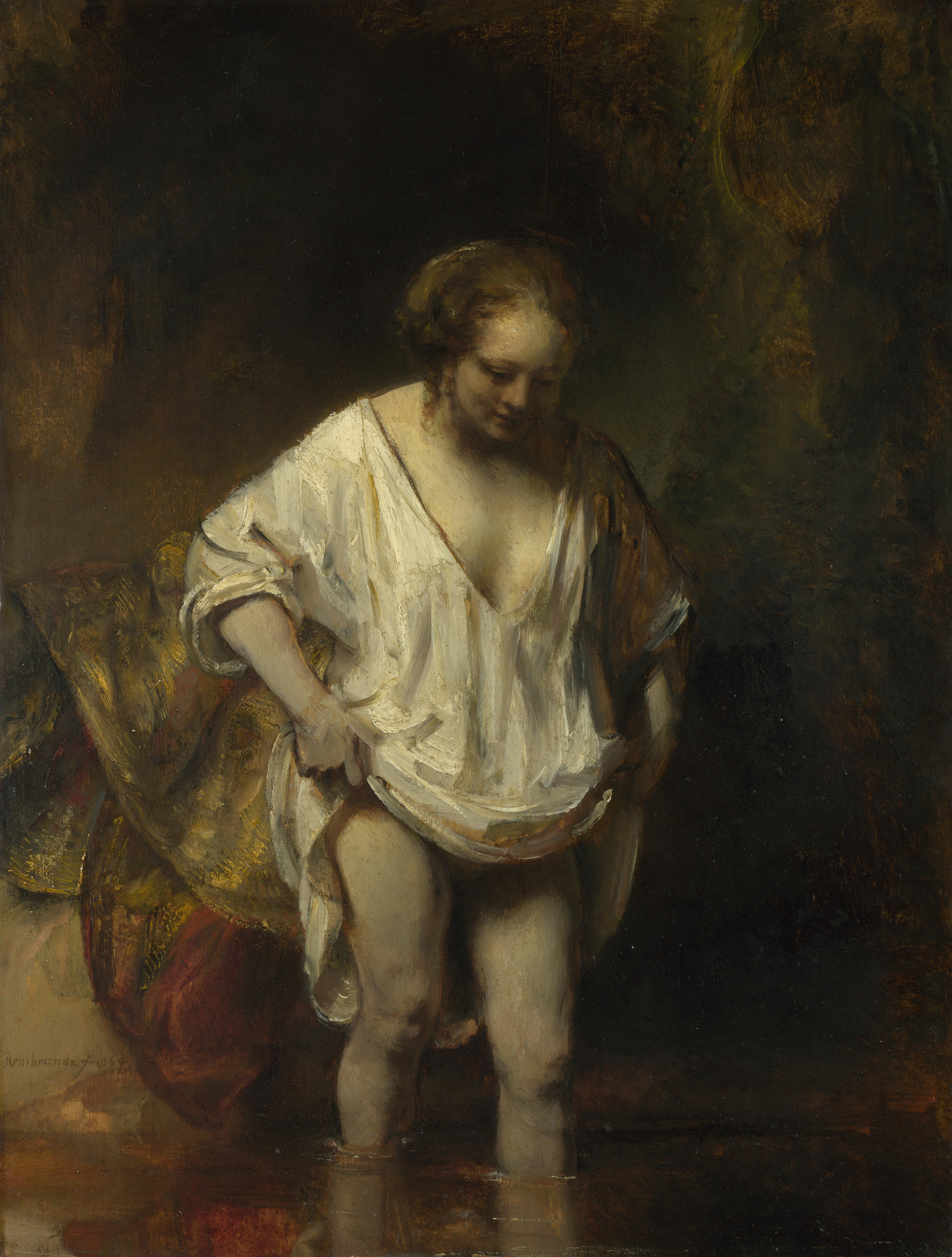
『水浴する女』（1655年）
レンブラント
ロンドン・ナショナル・ギャラリー
『ダビデ王の手紙を手にしたバテシバの水浴』と同時期の作品で、よく似た雰囲気で描かれている

X-線による調査で、『ダビデ王の手紙を手にしたバテシバの水浴』の製作過程が判明している。当初のバテシバの頭部はより高い位置にあり、そのことが完成した作品では厭わしげに見えるバテシバに、楽しげな印象を与えていた。バテシバの視線はダビデを見つめているかのように画面の角に投げかけられていたが、現在のヴァージョンでは思わしげな視線となっている。一見すると侍女を見ているように思えるが、実際には特定のものには視点は定まっておらず、深く物思いに沈んでいるような印象となっている。また、初期の構成では右手にダビデからの手紙は持っておらず、手紙は膝上に描かれ右手は布にくるまれていた。
『ダビデ王の手紙を手にしたバテシバの水浴』は古典作品から着想を得ている作品ではあるが、人物の表現手法はそれまでの慣習にとらわれていない。ふくよかな胴回り、腕、脚は理想的な人物造形ではなく、実在の人物から描かれたと思われている。美術史家エリック・ヤン・スレイテルは、バテシバがポーズを取ったモデルを直接描いたものではないとしている。この理由としてスレイテルは、左腕のねじれ具合、右腕の長さ、胴のねじれ、上半身の長さなどが解剖学的にありえないことと、透視図法的観点からも身体の各部分の描写が矛盾していることをあげている。しかしながら、バテシバの表現は、緊張感なく自然にくつろいでいるように見えるともしている。解剖学的に不自然な点はともかく、バテシバのポーズは「サムエル記」での描写に比べると、誠実で非常に高貴に描かれている。美術史家ケネス・クラークは「キリスト教義からすると不品行なこの女性を受け入れることは、キリスト教徒の信仰心の表れであるとして認められてきた」としている。
バテシバが右手に持つ手紙にはダビデからの、夫への貞節と王への服従のどちらを選ぶのかという詰問が書かれており、「サムエル記」ではバテシバの内面の移り変わりのきっかけたるエピソードとなっている。レンブラントはこの作品を制作するに当たって、「サムエル記」の記述においてはダビデの罪の描写が主眼であって、バテシバは付随的に書かれているに過ぎないとした。この作品でのバテシバは、王たるダビデに屈服した女性ではなく、より大きな物語性に満ちた厚みのある人物として描かれている。複雑な心理描写で満たされた裸婦画として、『ダビデ王の手紙を手にしたバテシバの水浴』は美術史上において、比肩するものがほとんどない独自の地位を獲得している。

## モデルの比定
バテシバのモデルは、レンブラントの作品28点でモデルを務めた、愛人ヘンドリッキエ・ストッフェルス (en:Hendrickje Stoffels) だとされている。ただし、スレイテルはレンブラントが長年にわたって作品に描いてきた架空の理想的な女性像との類似性から、モデルがストッフェルスだとする説には否定的である。ストッフェルスがバテシバのモデルだったして、左乳房が変形して見えるのは乳がん、結核による膿瘍、流産に起因する乳腺炎など、何らかの疾患によるものではないかという医学的観点からの説がある。しかしながら、ストッフェルスがこの絵画の完成から9年後の1663年まで生存していることから、おそらく乳がんではないと考えられる。バテシバの表情に浮かぶ悲哀感が、ストッフェルスが何らかの病気にかかっていた、あるいは妊娠していたことの表れと解釈されることが多い（ストッフェルスは1654年に女子を出産している）。当時、ストッフェルスとの同棲が原因でレンブラントと教会との関係は良好とはいえず、さらにレンブラントの経済状態も破産寸前だった。
バテシバのモデルに関して、頭部だけがストッフェルスで、身体のモデルは別の女性だとする説がある。これは、X線による調査で、バテシバの頭部が後から描き直されていることによっている。

## 後世の画家への影響

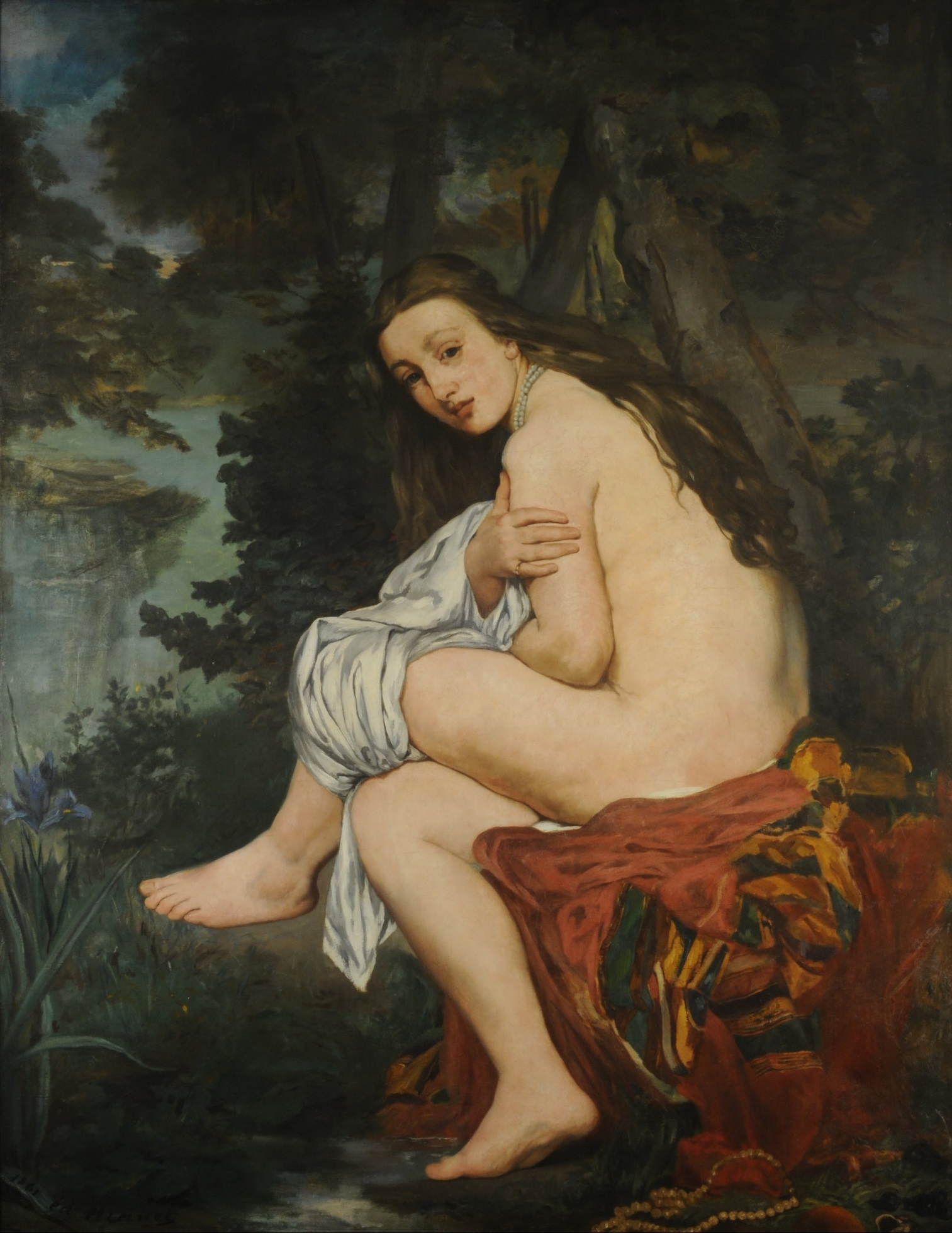
『驚くニンフ』（1859年 - 1861年）
エドゥアール・マネ
ブエノスアイレス国立美術館（ブエノスアイレス）

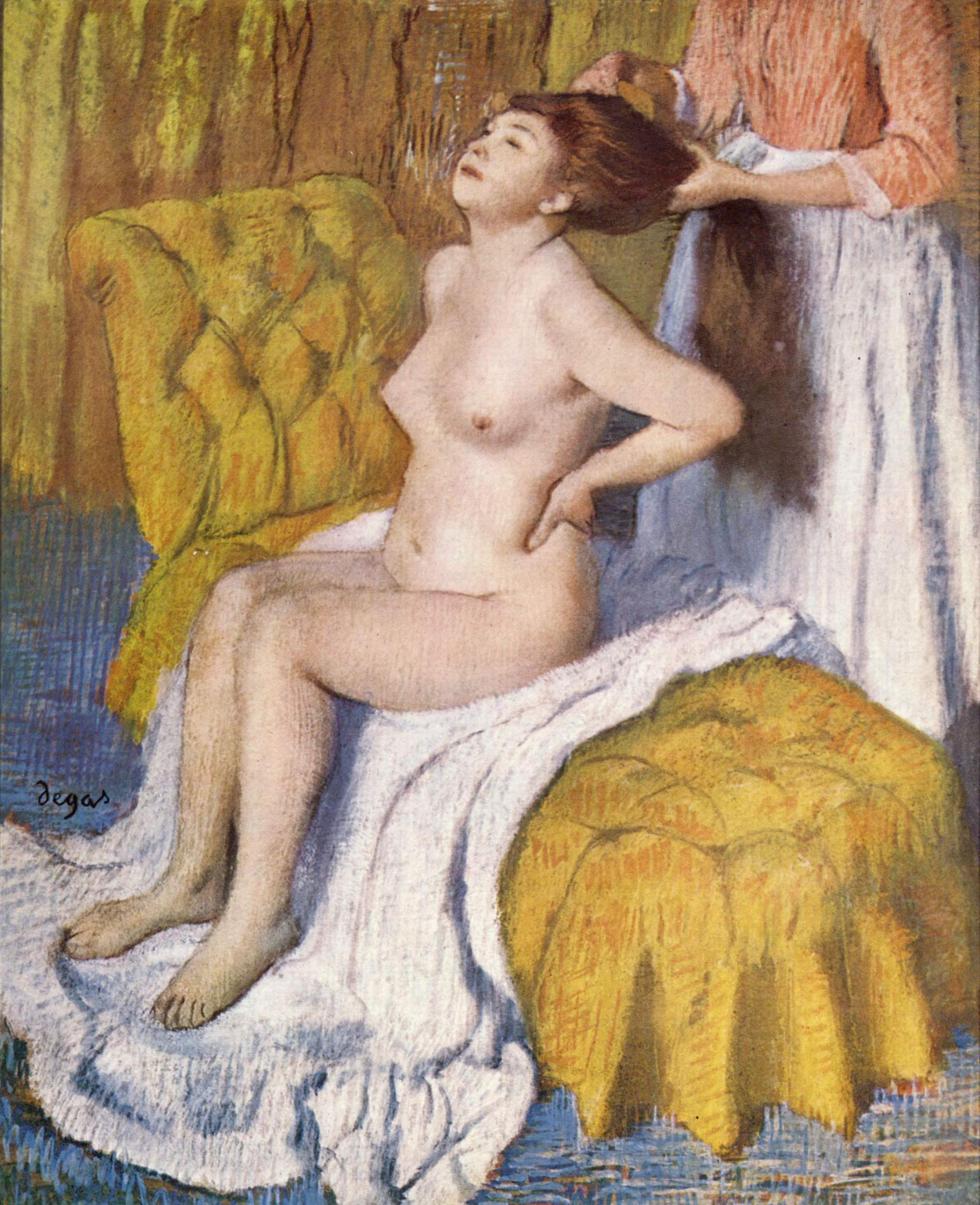
『髪をすく女』（1885年頃）
エドガー・ドガ
メトロポリタン美術館（ニューヨーク）『ダビデ王の手紙を手にしたバテシバの水浴』との類似性が見られる。

『ダビデ王の手紙を手にしたバテシバの水浴』は、19世紀から20世紀の芸術家たちにも影響を与えた。19世紀のフランスの画家エドゥアール・マネが描いた初期の作品『驚くニンフ』（1859年 - 1861年、ブエノスアイレス国立美術館）の裸婦像は、レンブラントの作品に触発された作品だと考えられている。同時期の印象派の画家エドガー・ドガのパステル画『髪をすく女』（1885年頃、メトロポリタン美術館）も、描かれている女性のポーズが『ダビデ王の手紙を手にしたバテシバの水浴』のバテシバとの類似性を指摘されている。ドガの父親は『ダビデ王の手紙を手にしたバテシバの水浴』の所有者で、1869年にこの作品をルーヴル美術館に遺贈したルイ・ラ・カズの知人でもあった。
同じく印象派の画家フレデリック・バジールは、1870年のサロン・ド・パリに出品するために『身繕い』（1869年 - 1870年、ファーブル美術館）でレンブラントのバテシバを再現した。バジールは、『ダビデ王の手紙を手にしたバテシバの水浴』と同じようなサイズと構成、雰囲気でこの作品を描き、研究者ダイアン・ピットマンは「（「サムエル記」からの）物語性を明確にすることなく、官能性と厳粛さ、写実的な親密さと威厳あるよそよそしさとを両立させている」としている。20世紀の芸術家パブロ・ピカソが1963年に制作した版画『座る裸婦と女 (Seated Nude and Another Figure )』は明らかに『ダビデ王の手紙を手にしたバテシバの水浴』をもとにした作品である。

### 関連文献
- Adams, Ann Jensen (ed.) (1998). Rembrandt's Bathsheba Reading King David's Letter. New York: Cambridge University Press.